# Йосиф Волоцький
Йосиф Волоцький (до прийняття чернецтва Іва́н (Іоа́нн) Са́нін, 14 листопада 1439(1440) — 9 вересня 1515) — російський богослов, філософ, церковний письменник. Один з ідеологів російського самодержавства, засновник руху йосифлян. Канонізований РПЦ (1579).

## Вшанування пам'яті
Йосип Волоцький був канонізований в 1579 році. Мощі і вериги святого покояться в Успенському соборі Йосифо-Волоцкого монастиря. 14 червня 2009 року біля монастиря відкритий бронзовий пам'ятник преподобному Йосипу. 7 грудня 2009 року по благословенню патріарха РПЦ Кирила (Гундяєва) Йосип Волоцький був оголошений покровителем православного підприємництва і господарювання. 
У 2019 Святішим Патріархом Московським і всієї Русі Кирилом оголошений небесним покровителем фахівців матеріально-технічного забезпечення Збройних сил Російської Федерації.

## Твори
- Послания Иосифа Волоцкого / подгот. текста А. А. Зимина, Я. С. Лурье; отв. ред. И. П. Еремин. — М.–Л.: Изд-во АН СССР , 1959. — 387 с.